# Honeymoon
Honeymoon és el tercer àlbum d'estudi de la cantautora nord-americana Lana Del Rey. Va ser publicat el 18 de setembre de 2015, per Polydor Records i Interscope Records, i va ser produït per Del Rey amb els seus coneguts col·laboradors Rick Nowels i Kieron Menzies. L'àlbum es va diferenciar de la instrumentació més guiada per la guitarra de l'anterior àlbum Ultraviolence de Del Rey i un retorn al pop barroc de Born to Die i Paradise. Líricament, l'àlbum toca temes de romanç torturat, ressentiment, luxúria, escapisme i violència.
Al ser publicat, Honeymoon va rebre majoritàriament valoracions positives de crítics de música, apareixent en la majoria de llistes de millors àlbums del 2015 de moltes publicacions. Diversos crítics van considerar l'àlbum com el millor de Del Rey fins al moment. L'àlbum va debutar com a número 1 a les llistes de Billboard 200, venent 116.000 unitats dins la primera setmana i arribant a número 1 també a Austràlia, Grècia i Irlanda. L'àlbum va ser precedit per dos senzills promocionals: "High by the Beach" i "Music To Watch Boys To".

## Antecedents i enregistrament
Del Rey va acabar l'enregistrament del seu tercer àlbum d'estudi, Ultraviolence, el març 2014, i el juny del mateix any va començar a treballar en noves idees, declarant sobre el procés que s'estava "convertint en una cosa que m'agrada molt. Estic gaudint d'enfonsar-me en aquesta sensació més negra. Ha estat bo". En una entrevista amb Galore Magazine el desembre de 2014, Del Rey va revelar ja havia començat, treballant en un àlbum nou. El gener de 2015, Lana Del Rey va anunciar via Billboard que tenia pensat publicar l'àlbum el mateix any 2015, revelant el títol de Honeymoon. Del Rey també va dir que havia escrit i enregistrat nou cançons que possiblement podrien ser a l'àlbum i va declarar que també hi hauria una versió de la cançó de Nina Simone "Don't Let Me Be Misunderstood". Durant l'entrevista amb Billboard, Del Rey va declarar que l'àlbum seria diferent del seu anterior, Ultraviolence (2014), però similar al seu primer, Born to Die (2012), i l'EP Paradise (2012).

## Composició

### Música i lletres
Musicalment, Honeymoon ha estat descrit com un treball estilitzat com a "magnífic, cinematic i pop barroc", "amb elegància, melancolia i dream pop", i un retorn al "cinematic trip hop" de l'àlbum debut de Del Rey, Born to Die, i incorpora elements de trap, blues, downtempo pop, i jazz. Es va notar que la producció de l'àlbum contenia sospirs, xiuxiueigs, veus subtilment en capes, melodies que es desenvolupen gandulament, sintetitzadors en decadència, ressò de línies de guitarra, cordes, boires i patrons de bateria restringits. Construït a partir de mostres tallades i enroscades, tocs de jazz i paisatges sonors de Morricone, Honeymoon s'ha popularitzat com l'àlbum més sofisticat de Del Rey.
Líricament, Honeymoon inclou contingut que toca el romanç torturat, l'amargor, la luxúria i la violència. També inclou contingut líric que inclou erotisme, drogues, mitologia i "l'ànima americana".

## Embalatge i portada
La coberta de l'àlbum va ser fotografiada per la germana de Del Rey, Caroline "Chuck" Grant, i conté a Del Rey en un autobús de gira de la companyia Starline, de tour per Los Angeles. Com a part de la promoció de l'àlbum, el número de telèfon mostrat a la portada, al lateral de l'autobús, responia a trucades amb parts de cançons de l'àlbum i, fins i tot, en algunes ocasions, amb Del Rey contestar el telèfon ella mateixa per parlar amb fans.
Al principi, Del Rey havia col·laborat amb el fotògraf Neil Krug en una coberta per l'àlbum, amb una sèrie de fotos. "Les fotografies eren perfectes, però alguna cosa faltava," Del Rey va comentar el 2015 en una entrevista. "Potser la necessitat de veure-hi moviment o el buscar un marc que se sentís extra gràfic." Els fulletons dels CD i els vinils, tanmateix, presenten igualment fotografies addicionals per Krug.
A més de CD, l'àlbum va ser també publicat com a LP en vinil negre. Una doble edició limitada exclusiva va ser publicada per Urban Outfitters, en vinil vermell translúcid; aquest LP conté una coberta alternativa que mostra Del Rey amb un barret de sol, també per Krug.

## Publicació i promoció
Lana Del Rey va suggerir el maig de 2015 que Honeymoon seria publicat el setembre, i va ser confirmat el 14 d'agost que la data va ser planificada pel 18 de setembre de 2015. El juny de 2015, Del Rey va crear un usuari separat a Instagram només per l'àlbum amb l'usuari "@honeymoon". Va publicar el llistat de cançons a través del seu compte principal d'Instagram el 20 d'agost de 2015, i el dia abans l'àlbum es va posar en pre-venda. A diferència dels seus àlbums d'estudi anteriors, els quals van ser publicats amb versions deluxe amb cançons afegides, Honeymoon no va rebre una versió deluxe i va ser publicat amb 14 cançons originals. La cançó que dona nom a l'àlbum va ser publicada a YouTube el 14 de juliol de 2015.
Del Rey no va promoure l'àlbum amb entrevistes o actuacions televisives, confiant enlloc en un parell d'entrevistes en revistes en paper físic, vídeos de música, meetings amb fans, i xarxes socials. El 15 de setembre, BBC Radio 1 va promocionar "Salvatore" i breument va entrevistar Del Rey pel show "Huw Stephens' Hottest Record in the World". El 9 de febrer de 2016, va celebrar una premiere pel vídeo musical per la cançó "Freak" a l'hotel The Wiltern, a Los Angeles.

## Crítiques professionals
Honeymoon va rebre valoracions positives al ser publicat. A la pàgina web Metacritic, la qual assigna un índex normalitzat sobre 100 a revisions de revistes i crítics musicals, l'àlbum va rebre una puntuació mitjana de 78 basada en 28 valoracions.
The Independent va donar quatre estrelles de cinc a Honeymoon, amb Andy Gill escrivint que l'àlbum "troba a Del Rey, després dels personatges individuals més atomitzats de l'àlbum Ultraviolence de l'any passat, una persona composta més propera al tema dissolut del seu debut Born to Die. No només el seu lliurament vocal continua sent el mateix en tot moment, sinó també la "veu" de la seva protagonista; mentre que l'impacte emocional del que de vegades pot ser desenvolupaments traumàtics sembla d'alguna manera esmorteït, com si es visqués a través d'una boira narcotitzada.". The Guardian, també donant l'àlbum quatre de cinc estrelles, va comentar que "hi ha una percepció d'atur temporal a Honeymoon i una intriga que dura més que els seus anteriors LPs". PopMatters va elogiar l'àlbum, dient que "la producció dels tres àlbums en quatre anys ha convertit Lana Del Rey en una innovadora artística que, sense por, es basa en l'estil i la substància al llarg del segle passat, la visió del qual és completament original i gens remotament previsible.". Rolling Stone va compartir pensaments similars en consideracions a la força de l'àlbum, dient que "siguin quines siguin les seves intencions, han portat a Del Rey a la seva música més sincerament emocionant mai feta." Jessica Hopper de Pitchfork va donar a l'àlbum una valoració positiva, anomenant-lo la seva feina "més artística" fins al moment, afegint: "és una feina fosca, més fosca fins i tot que Ultraviolence. Mentre és evidentment una artista de pop, Honeymoon sent com si pertanyés a un cànon més gran dels àlbums gòtics de la Califòrnia sud, sintetitzant idees que ha estat pensant des del principi en un àlbum cohesionat."
Mojo el va anomenar l'àlbum de la setmana, amb Tom Doyle assegurant que és "un refinament clar de l'estil" de Del Rey i el seu "millor àlbum fins ara," encara que anotant: "Des d'aquí, Del Rey segurament serà forçat a redibuixar el seu projecte."

## Èxit comercial
Honeymoon va debutar com a número dos a les llistes Billboard 200, venent 116,000 àlbums, 105,000 dels quals eren vendes d'àlbum pur. L'àlbum va caure a la posició 15 la setmana següent. A Austràlia, l'àlbum va debutar també com a número 1 a les llistes ARIA Charts, esdevenint el tercer número 1 consecutiu de Del Rey. El desembre de 2015, Honeymoon va ser certificat com a disc de Plata al Regne Unit i, més tard, com a Or el març de 2017.

## Llistat de pista
| Núm.          | Títol                           | Durada |
| ------------- | ------------------------------- | ------ |
| 1.            | «Honeymoon»                     | 5:50   |
| 2.            | «Music to Watch Boys To»        | 4:51   |
| 3.            | «Terrence Loves You»            | 4:51   |
| 4.            | «God Knows I Tried»             | 4:40   |
| 5.            | «High by the Beach»             | 4:18   |
| 6.            | «Freak»                         | 4:55   |
| 7.            | «Art Deco»                      | 4:55   |
| 8.            | «Burnt Norton (Interlude)»      | 1:21   |
| 9.            | «Religion»                      | 5:23   |
| 10.           | «Salvatore»                     | 4:41   |
| 11.           | «The Blackest Day»              | 6:05   |
| 12.           | «24»                            | 4:56   |
| 13.           | «Swan Song»                     | 5:23   |
| 14.           | «Don't Let Me Be Misunderstood» | 3:02   |
| Durada total: | Durada total:                   | 65:06  |